# 西班牙快运航空
西班牙快运航空，官方中文名称为伊比利亚快运航空，是西班牙的低成本航空公司，亦是西班牙国家航空的子公司。西班牙快运航空主要经营中短程航线，枢纽机场为马德里阿道弗·苏亚雷斯马德里-巴拉哈斯机场，以此来连接西班牙国家航空的长距离航班。

## 機隊

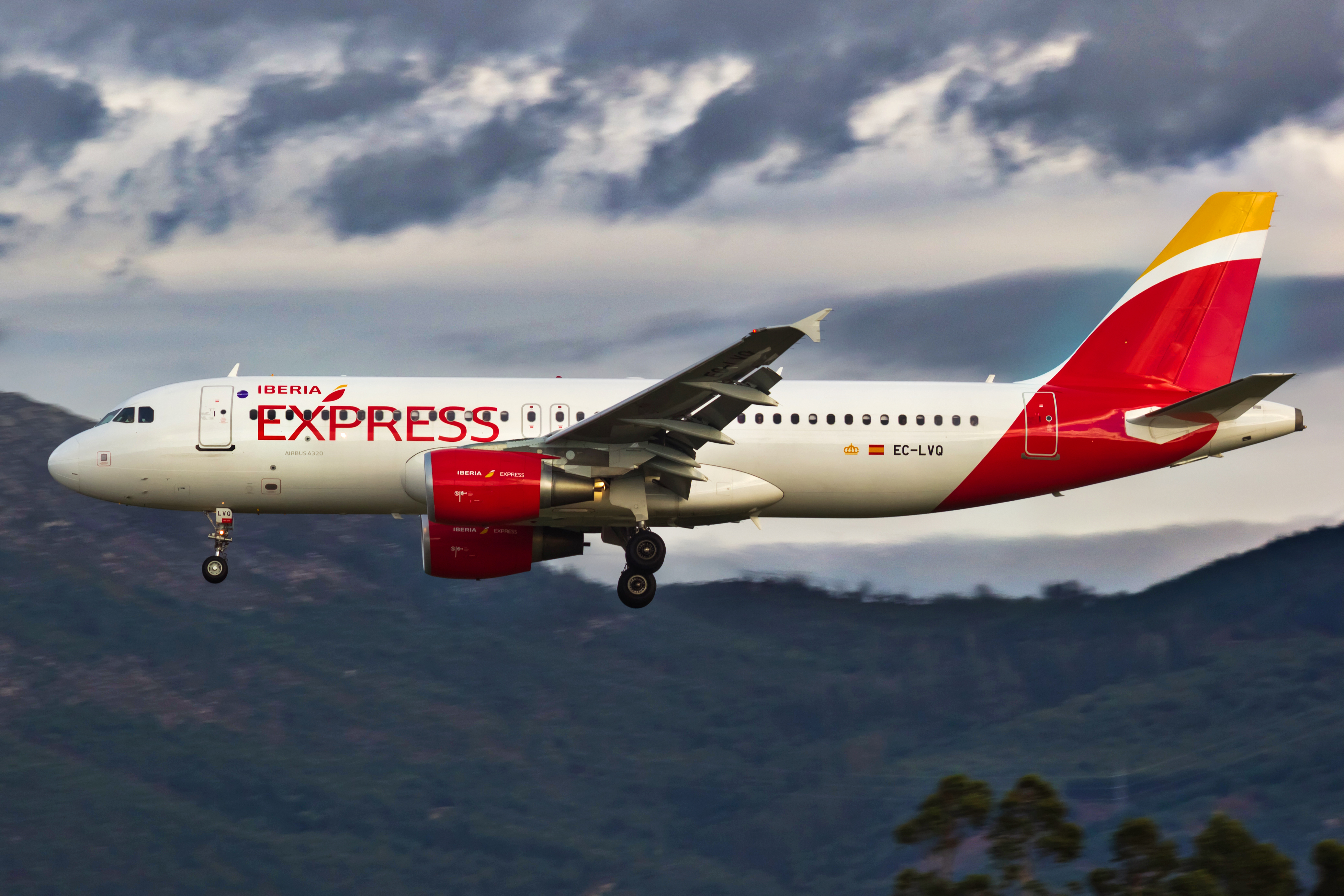
空中客车A320-200客機正在降落於维戈机场

截至2019年11月，西班牙快運航空的機隊以空中巴士為主，平均機齡10.2年，詳情如下

## 外部連結
- 官方網站（页面存档备份，存于）（西班牙文）（英文）（法文）（德文）（意大利文）